# Burundis fodboldlandshold
Burundis fodboldlandshold repræsenterer Burundi i fodboldturneringer og kontrolleres af Burundis fodboldforbund.